# Дріта (футбольний клуб, Г'їлані)
ФК «Дріта» (алб. KF Drita) — косоварський футбольний клуб із міста Гнілане, заснований в 1947 році. У 2002/2003 команда вперше виграла Чемпіонат Косова з футболу, а в сезоні 2000/2001 завдяки внескові легендарного президента команди Селамі Османі виграла Кубок Косова з футболу.
Коли команда підпорядковувалася югославській футбольній федерації, то мала назву ФК «Црвена Звезда» (серб. ФК Црвена звезда / FK Crvena zvezda, алб. KF Crvena Zvezda).

## Досягнення
Суперліга Косово
- Чемпіон (4): 2002/03, 2017/18, 2019/20, 2024/25
- Срібний призер (3): 2020/21, 2021/22, 2022/23
- Бронзовий призер (2): 1999/2000, 2023/24

 Кубок Косова
- Володар (1): 2001/02
- Фіналіст (3): 1996/97, 2015/16, 2021/22

 Суперкубок Косова
- Володар (1): 2018
- Фіналіст (1): 2020